# Парламентские выборы в Сербии (1883)
Парламентские выборы в Сербии 1883 года были проведены 7 сентября и стали первыми выборами в Народную скупщину (парламент) недавно провозглашённого Королевства Сербия.
Правительство Милана Пирочанаца предложило Короне провести новые парламентские выборы в парламент по всей стране, надеясь, что сможет добиться для себя парламентского большинства, чтобы впоследствии, согласно конституционным положениям, провести выборы в Великое народное собрание, которое было единственным правомочным решать вопрос о внесении поправок в Конституцию.
Король согласился и своим указ назначил выборы на 7 сентября 1883 года, а вновь избранное собрание собралось внеочередным созывом уже 15 сентября для рассмотрения железнодорожной конвенции с Австро-Венгрией, Турцией и Болгарией. Результат выборов, несмотря на репрессии властей, оказался неблагоприятным для правительства Милана Пирочанаца и прогрессистов: оппозиция получила на выборах 102 мандата (радикалы — 72, либералы — 30) по сравнению с 24 мандатами, набранными прогрессистами в целом. В восьми уездах выборы прошли в беспорядке или вообще не проводились. На основании Конституции король имел право назначить ещё 44 депутата; по предложению правительства он так и сделал, но даже этого числа было недостаточно, чтобы гарантировать, что правительство сохранит большинство.
Радикалы стали первой политической силой в Сербии, которая успешно мобилизовала крестьянские массы и провинциальный образованный средний класс (включая учителей, крестьянских лидеров и священников), привлекая их обещаниями местного самоуправления, подавления бюрократического произвола, свободы собраний и печати, снижения налогов и других государственных поборов. В своём проекте конституции 1883 года радикалы выступали за ограничение роли монарха, при котором он будет иметь лишь символическую роль без какого-либо влияния на состав и работу правительства. Предполагалось, что вся власть будет сосредоточена в скупщине, а армия будет народной с небольшим количеством постоянного личного состава, который может быть мобилизован только по решению парламента. Король Милан I Обренович посчитал радикалов главной угрозой своей власти, поэтому назначил премьер-министром консерватора Николу Христича, а когда депутаты-радикалы отказались сотрудничать с ним, скупщина была распущена.